# Honister Pass
Der Honister Pass oder auch Honister Hause ist ein Gebirgspass im Lake District, Cumbria, England.
Der Pass liegt auf einer Höhe von 356 m und verbindet den Weiler Seatoller in Borrowdale im Osten mit dem Weiler Gatesgarthdale am Buttermere-See im Westen. Die Passstraße hat eine Steigung von bis zu 25 Prozent.
Der Pass wird vom Grey Knotts im Süden und dem Dale Head im Norden begrenzt.
Der Gatesgarthdale Beck entsteht auf dem Honister Pass und fließt in westlicher Richtung zum Buttermere-See.
Auf dem Pass befindet sich die Honister Hause Jugendherberge und der Schieferabbau der Honister Slate Mine.
In den 24 Stunden vom 4. zum 5. Dezember 2015, jeweils 18 Uhr, wurde am Honister Pass mit 341,4 mm die höchste in Cumbria bis dahin gemessene tägliche Regenmenge gemessen.